# Al-Nejmeh SC Beirut
L'Al-Nejmeh SC Beirut (àrab: نادي النجمة الرياضي, Nādī an-Najma ar-Riyāḍī, ‘Club Esportiu de l'Estel') és un club de futbol libanès de la ciutat de Beirut, al districte de Manara.

## Història

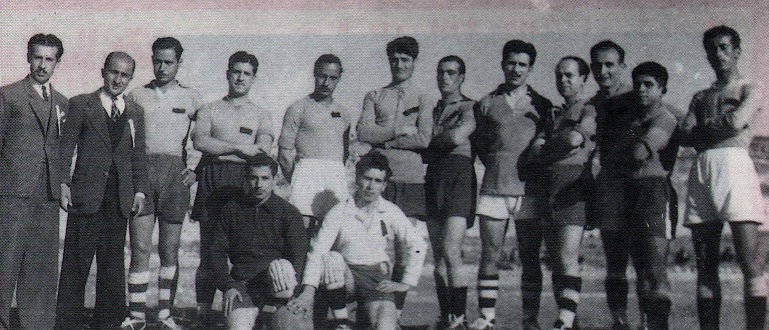
Al-Nejmeh el 1945.

El club nasqué l'any 1945 amb Anis Radwan com a primer president. La llicència del govern libanès per poder competir li fou atorgada el 28 d'abril de 1947.

## Palmarès
- Lliga libanesa de futbol:[4]
  - 1972–73, 1974–75, 1999–00, 2001–02, 2003–04, 2004–05, 2008–09, 2013–14, 2023–24
- Copa libanesa de futbol:[5]
  - 1970–71, 1986–87, 1988–89, 1996–97, 1997–98, 2015–16
- Supercopa libanesa de futbol:[5]
  - 2000, 2002, 2004, 2009, 2014, 2016
- Copa Elite libanesa de futbol:[5]
  - 1996, 1998, 2001, 2002, 2003, 2004, 2005, 2014, 2016, 2017, 2018, 2021